# No Man's Land (Enrico Pieranunzi)
No Man's Land è un album di Enrico Pieranunzi (a nome di Enrico Pieranunzi Trio with Marc Johnson and Steve Houghton), pubblicato dalla Soul Note Records nel 1990. Il disco fu registrato il 3 e 4 maggio 1989 al Barigozzi Studio di Milano, Italia.

## Tracce
1. No Man's Land – 6:46 (Enrico Pieranunzi)
2. Border Line – 6:08 (Enrico Pieranunzi)
3. If I Should Lose You – 5:47 (Leo Rubin, Ralph Rainger)
4. Blues in C – 3:54 (Enrico Pieranunzi)
5. Land Breeze – 5:39 (Enrico Pieranunzi)
6. The Man I Love – 4:43 (George Gershwin, Ira Gershwin)
7. My Funny Valentine – 7:28 (Richard Rodgers, Lorenz Hart)
8. Chimere – 4:01 (Enrico Pieranunzi)

## Musicisti
- Enrico Pieranunzi - pianoforte
- Marc Johnson - contrabbasso
- Steve Houghton - batteria